# Parque Lira
El Parque Lira es un parque de la Ciudad de México, ubicado sobre la avenida del mismo nombre, en la colonia Tacubaya.

## Historia

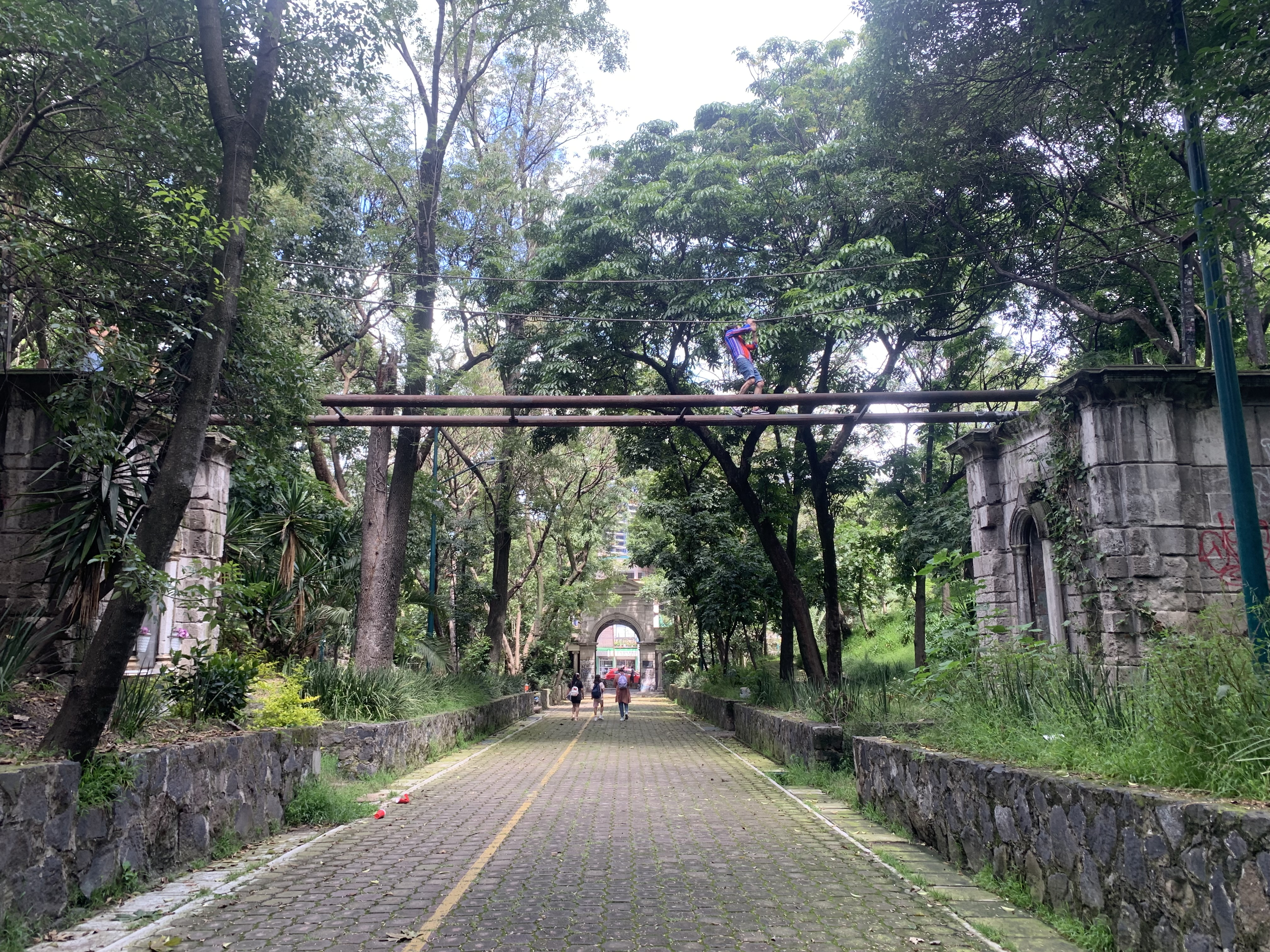
Vista del camino principal

Durante el virreinato en estos terrenos fue edificada en 1618 la llamada Casa Amarilla, un ex templo dedicado a Nuestra Señora de Guadalupe, la cual fue usada como casa habitación de Agustín de Ahumada y Villalón, marqués de Amarillas.
En la época del Porfiriato los terrenos donde actualmente se ubica el parque pertenecían al Conde de la Cortina, en los cuales se ubica también el Museo Casa de la Bola. A través del tiempo parte de los terrenos fueron vendidos a la familia de empresarios de la industria textil, Lira Mora los cuales fueron los dueños de la propiedad durante las primeras dos décadas del siglo XX, del apellido con el cual el parque toma su nombre.

## Actualidad

Biblioteca Carlos Chávez

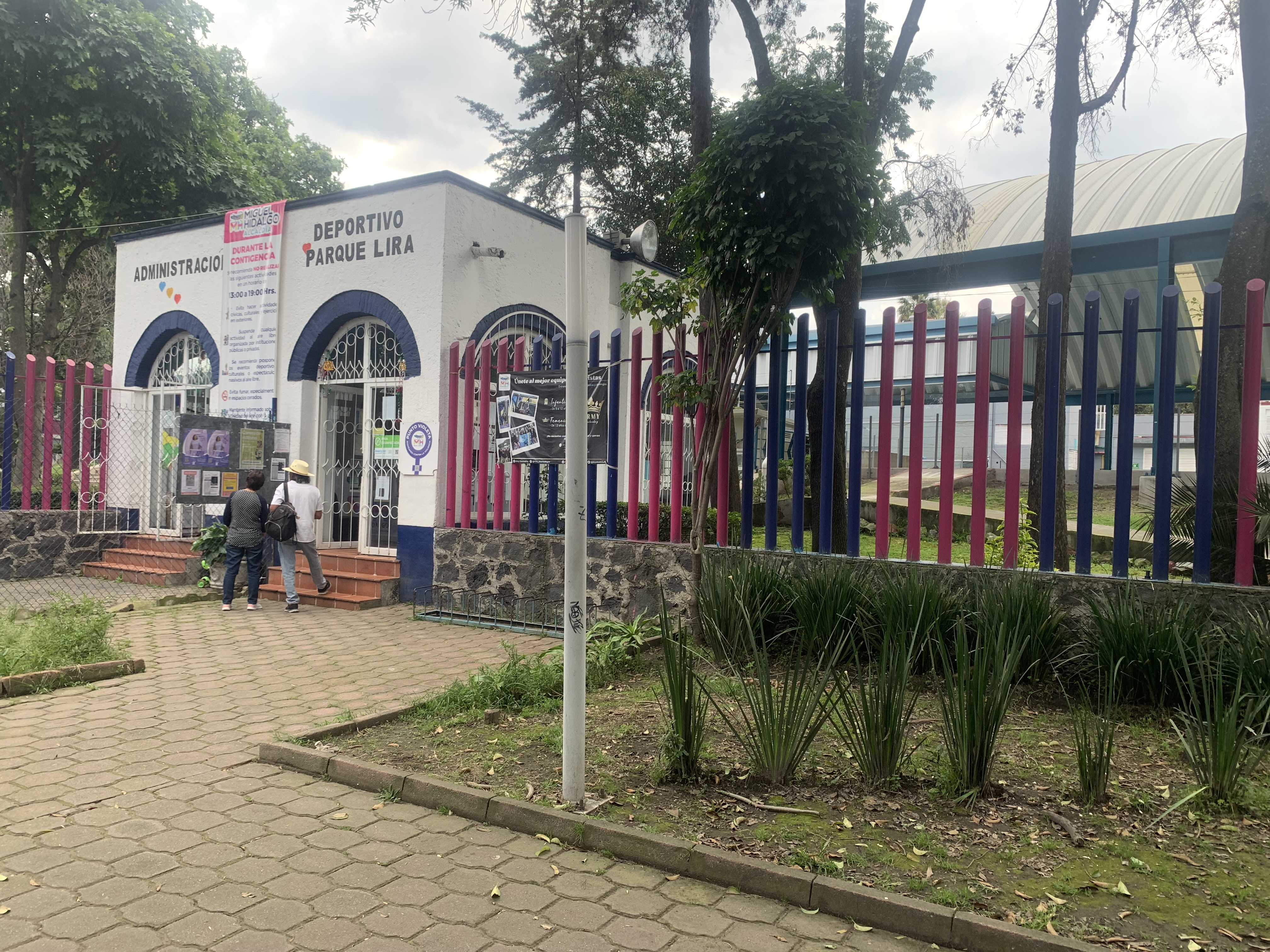
Entrada al Deportivo Parque Lira

Durante el gobierno del presidente Lázaro Cárdenas del Río dicha propiedad fue expropiada y en ella se estableció un asilo para niños con enfermedades mentales que funcionó hasta que en ella se establecieron las oficinas de la Alcaldía Miguel Hidalgo mismas que se encuentran en funcionamiento actualmente, además del Deportivo Parque Lira, administrado por la misma demarcación. El parque cuenta con la Biblioteca Carlos Chávez. Se ubican también cerca del lugar las estaciones Parque Lira y Tacubaya de la línea 2 del Metrobús y la estación Tacubaya de las líneas 1,7 y 9 del Metro de la Ciudad de México.

## Galería

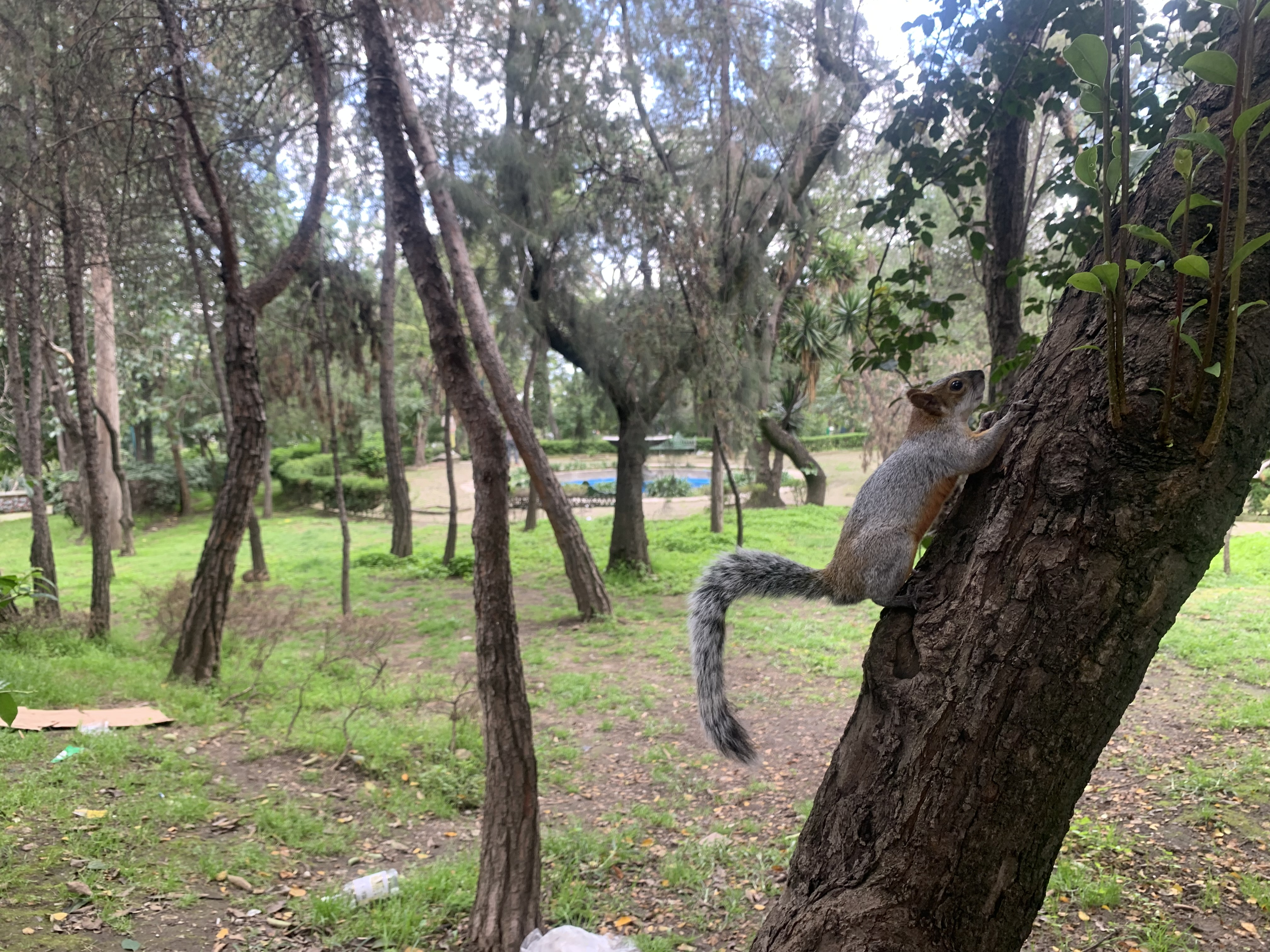
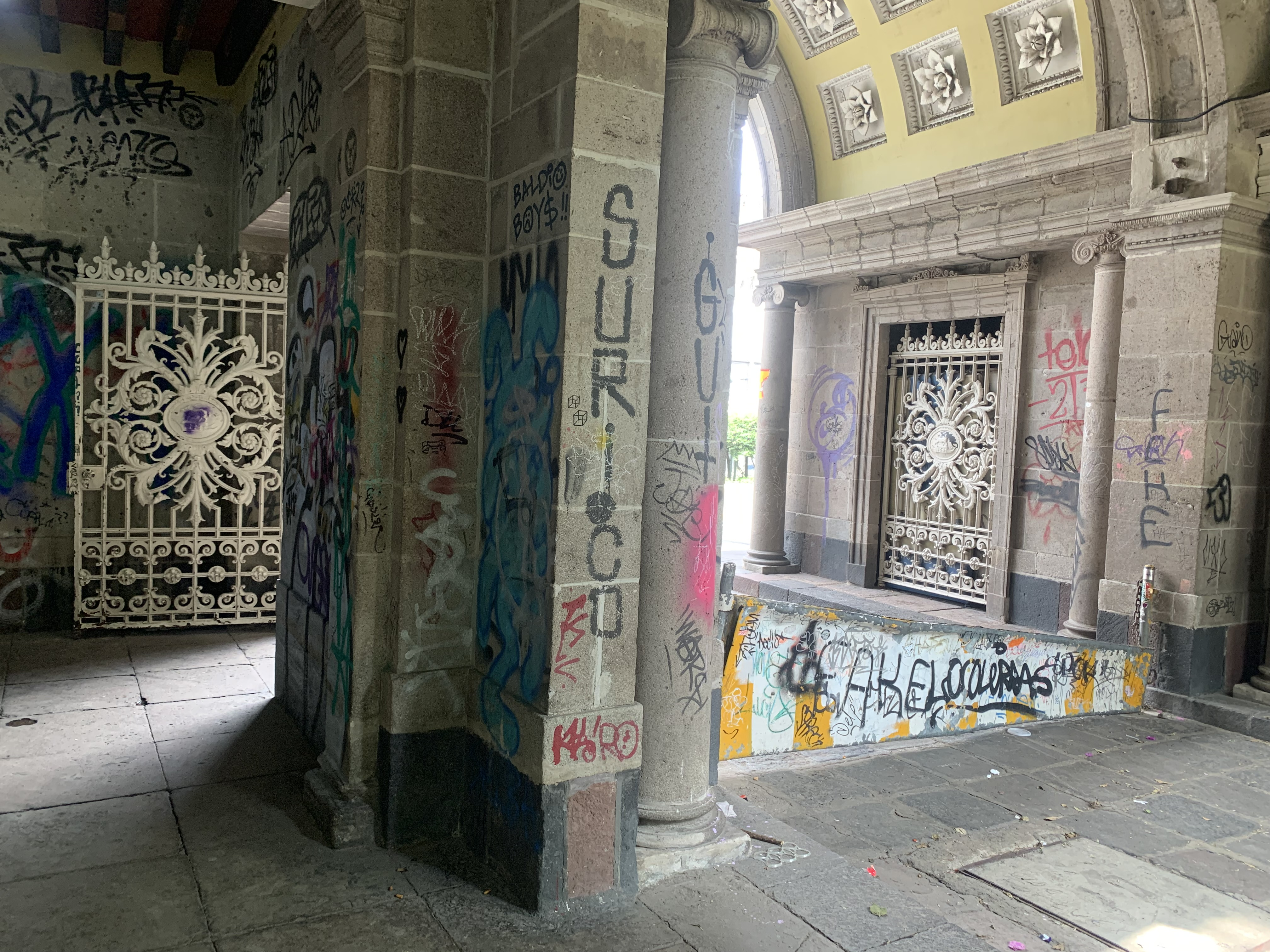
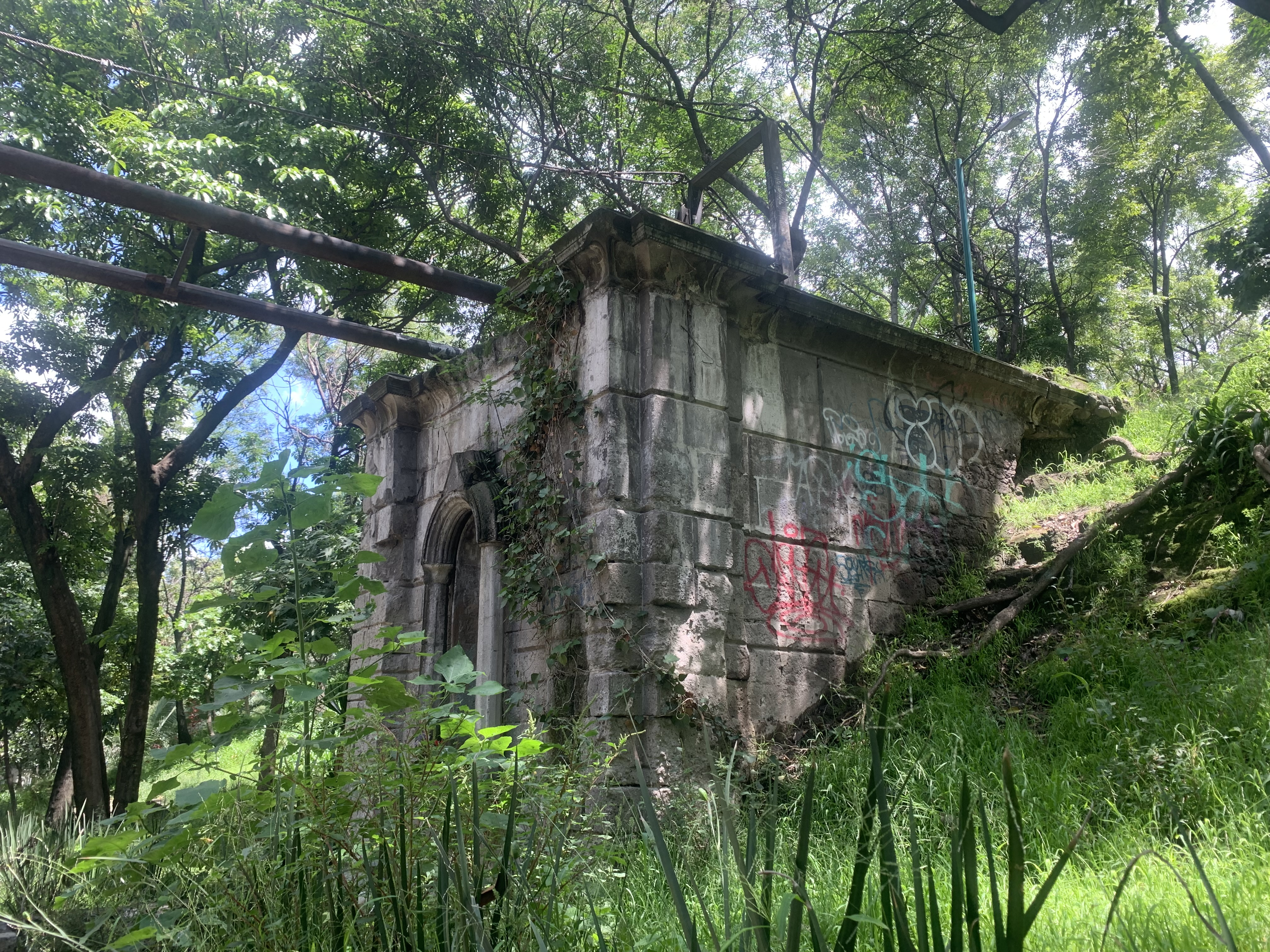
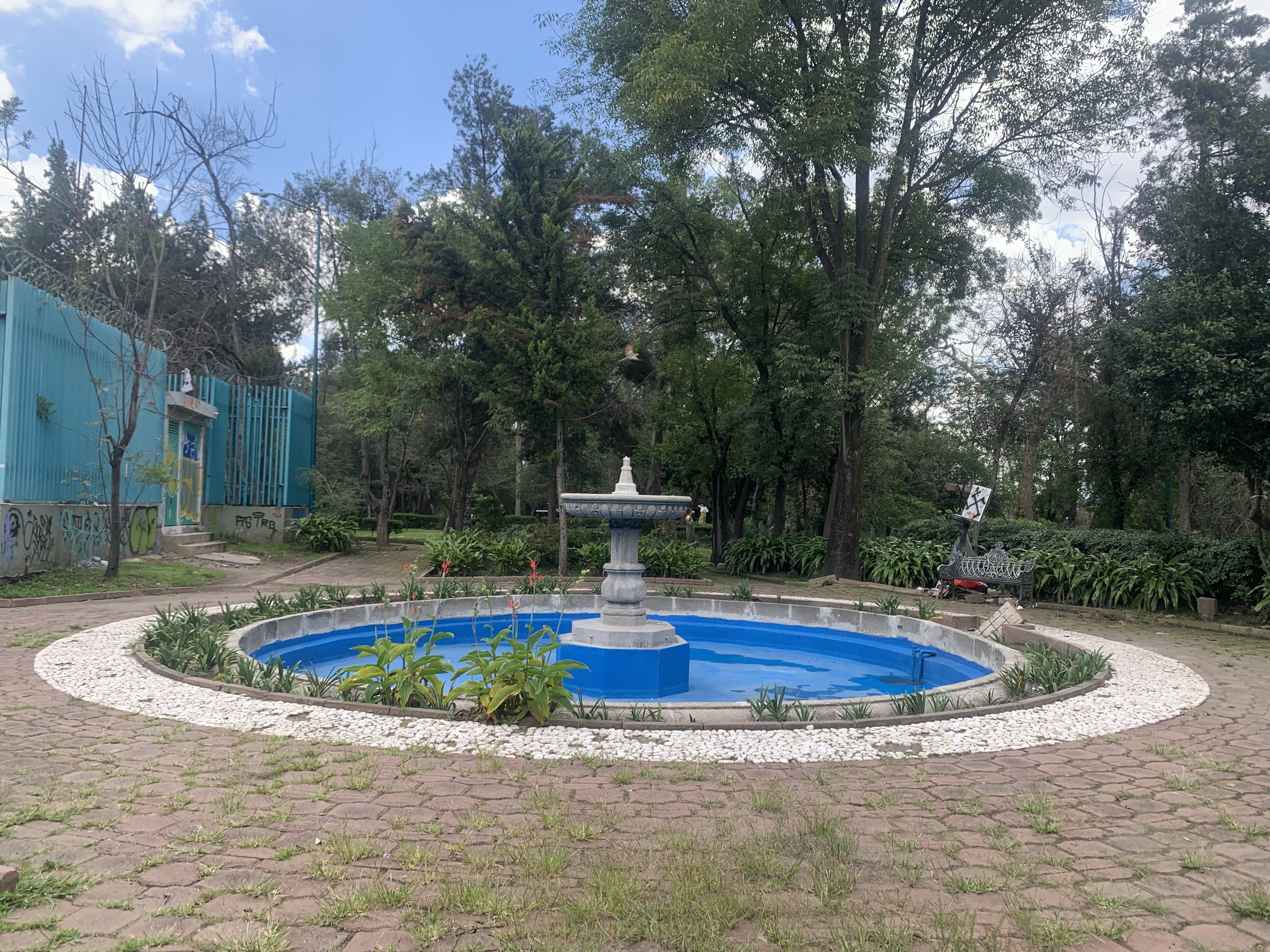
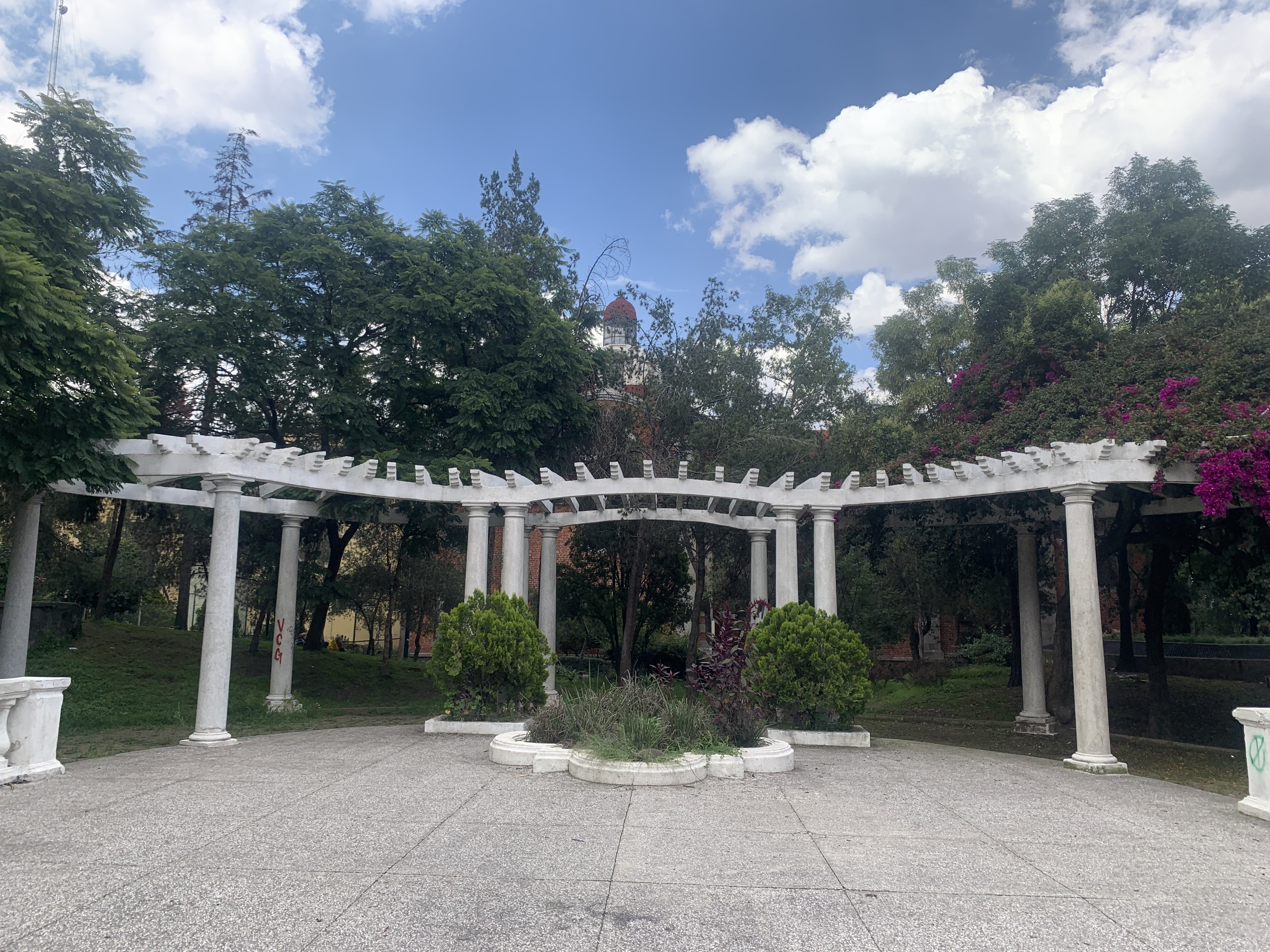
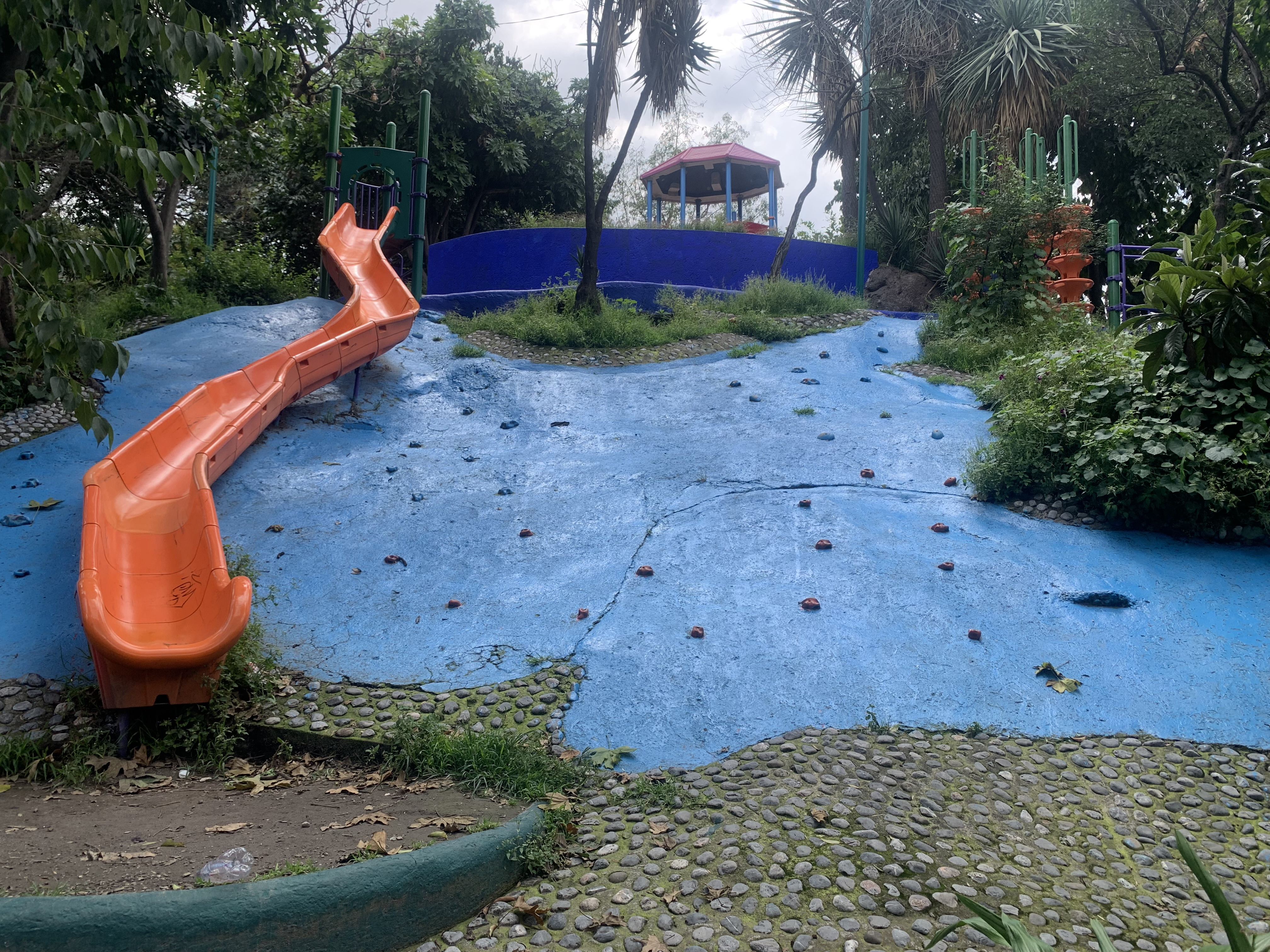
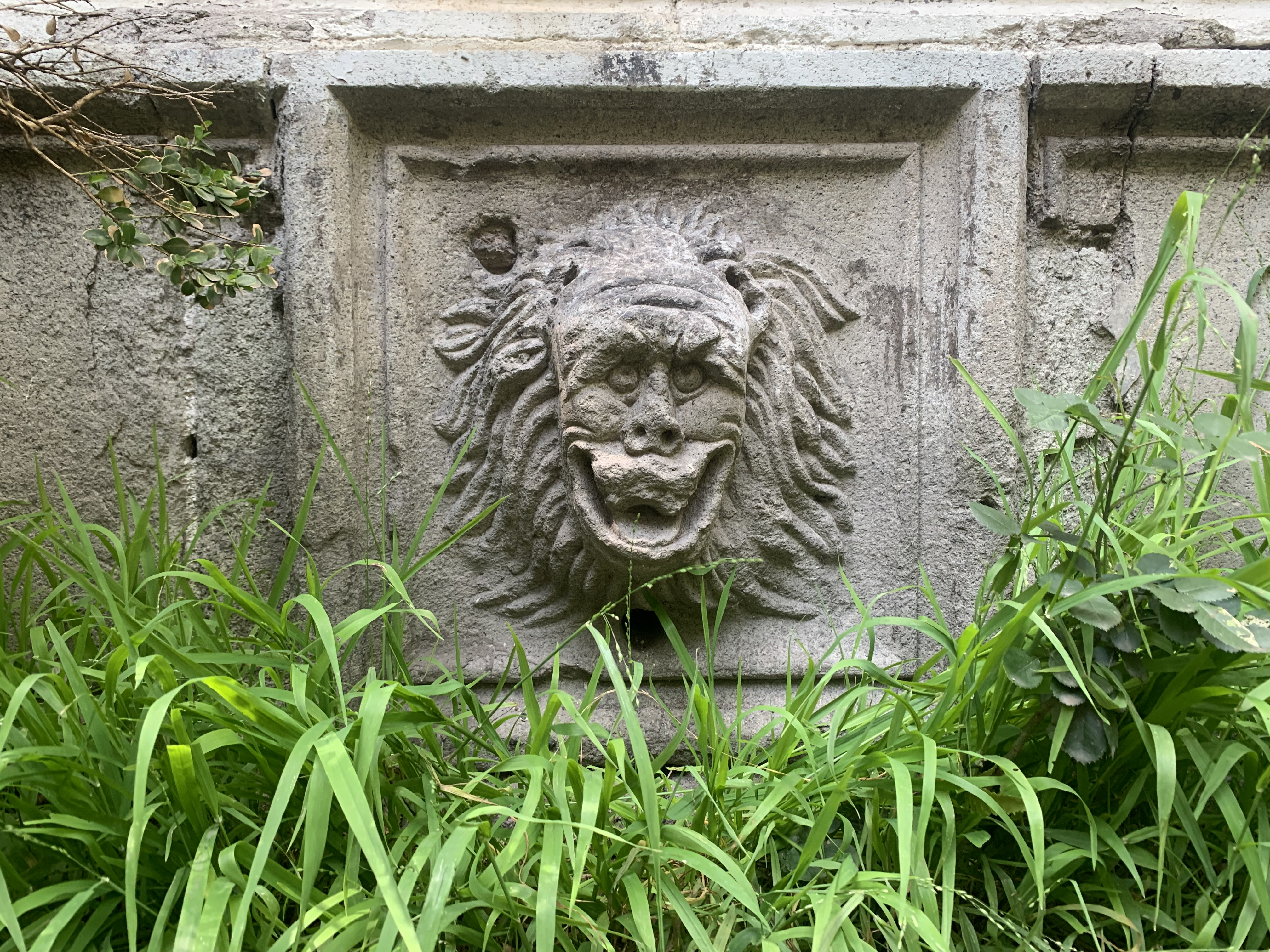
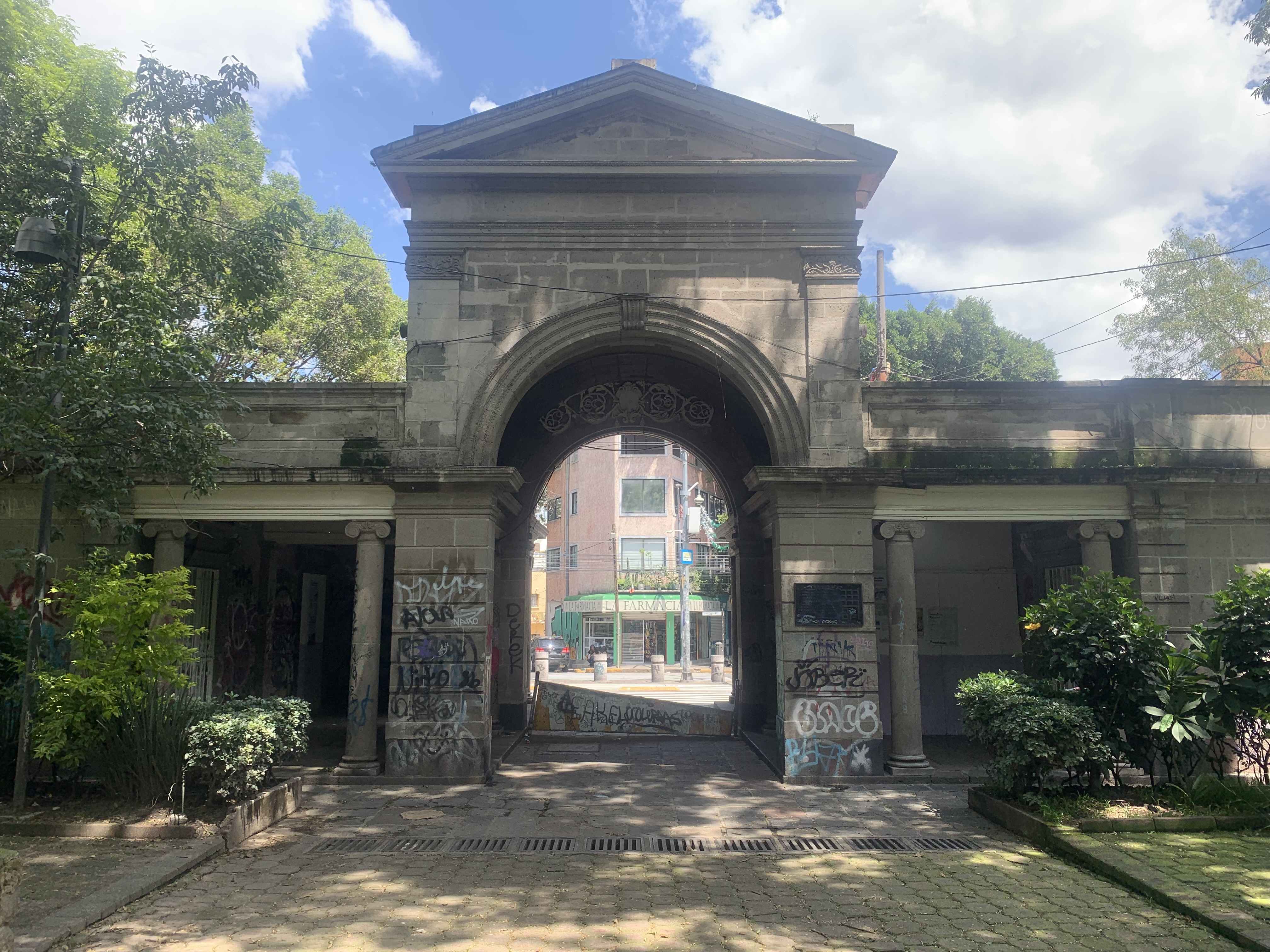
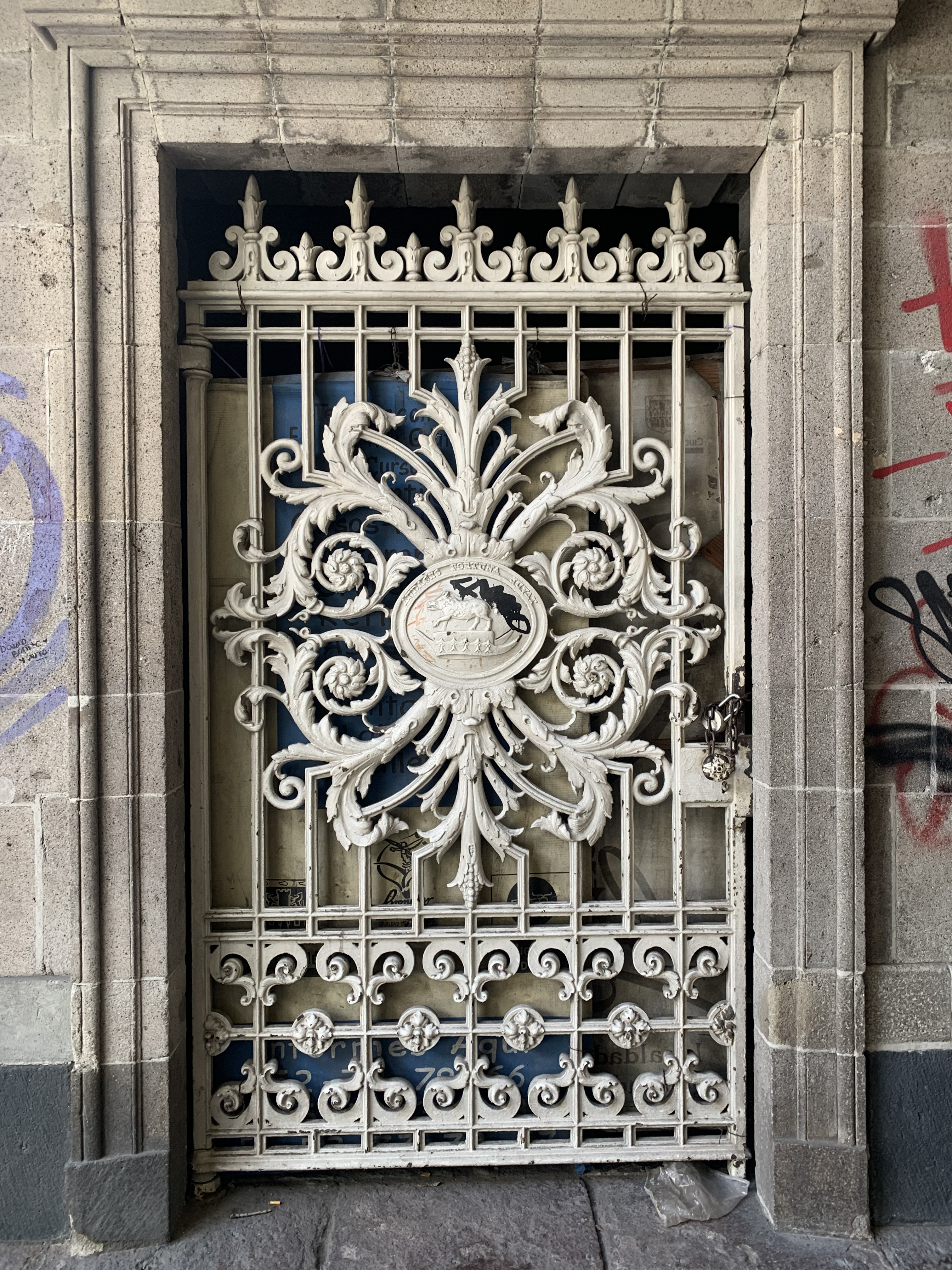
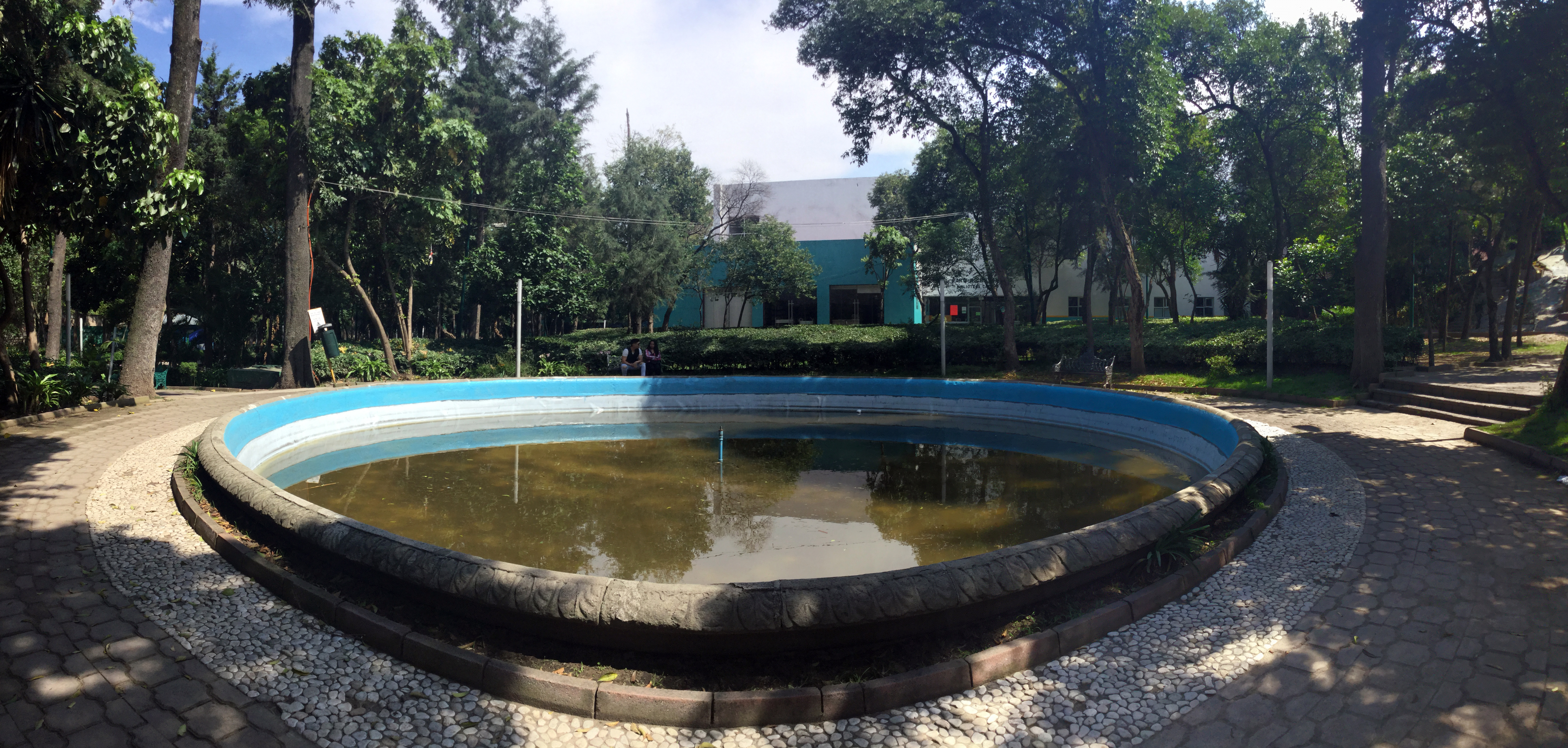
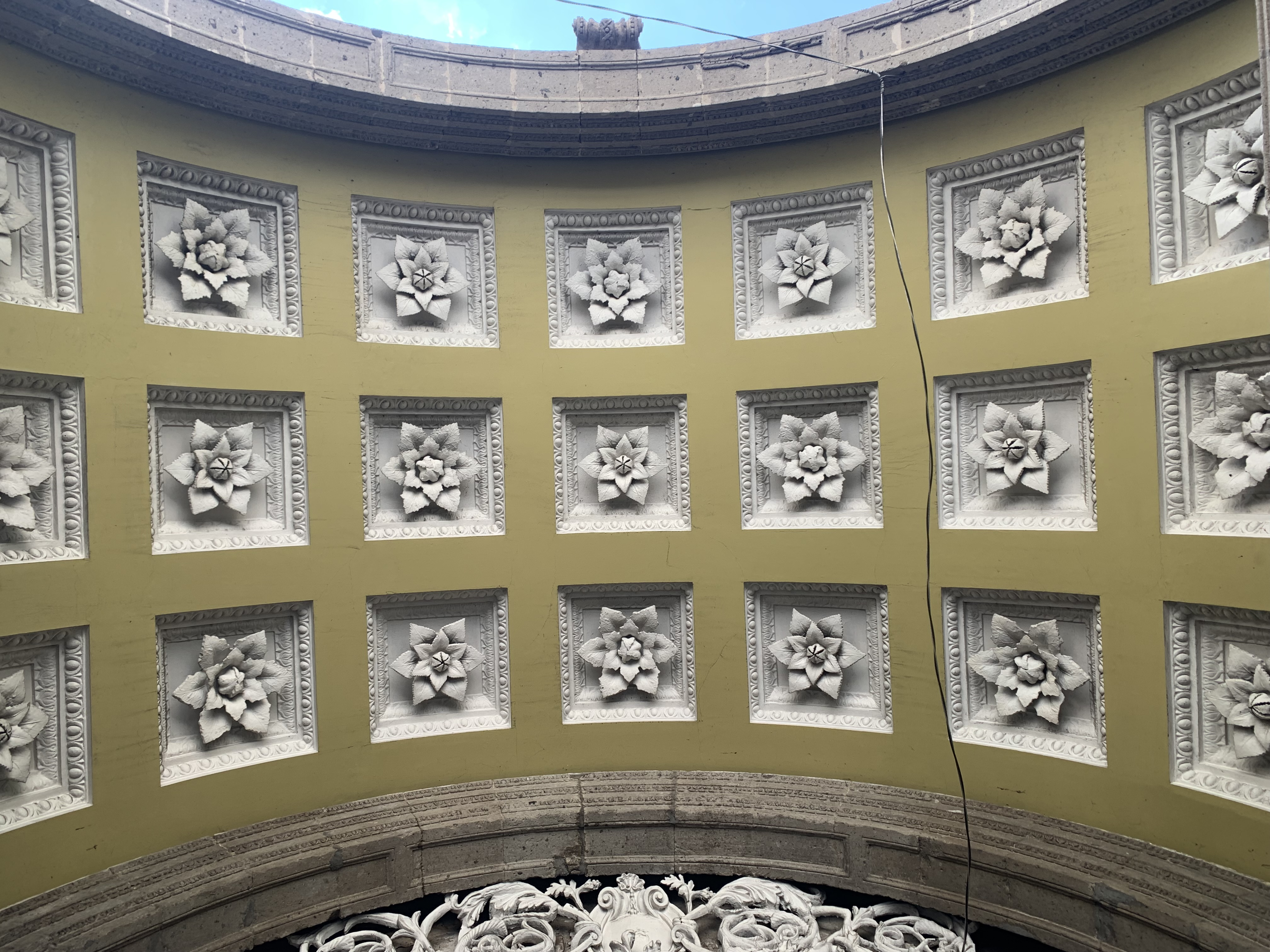
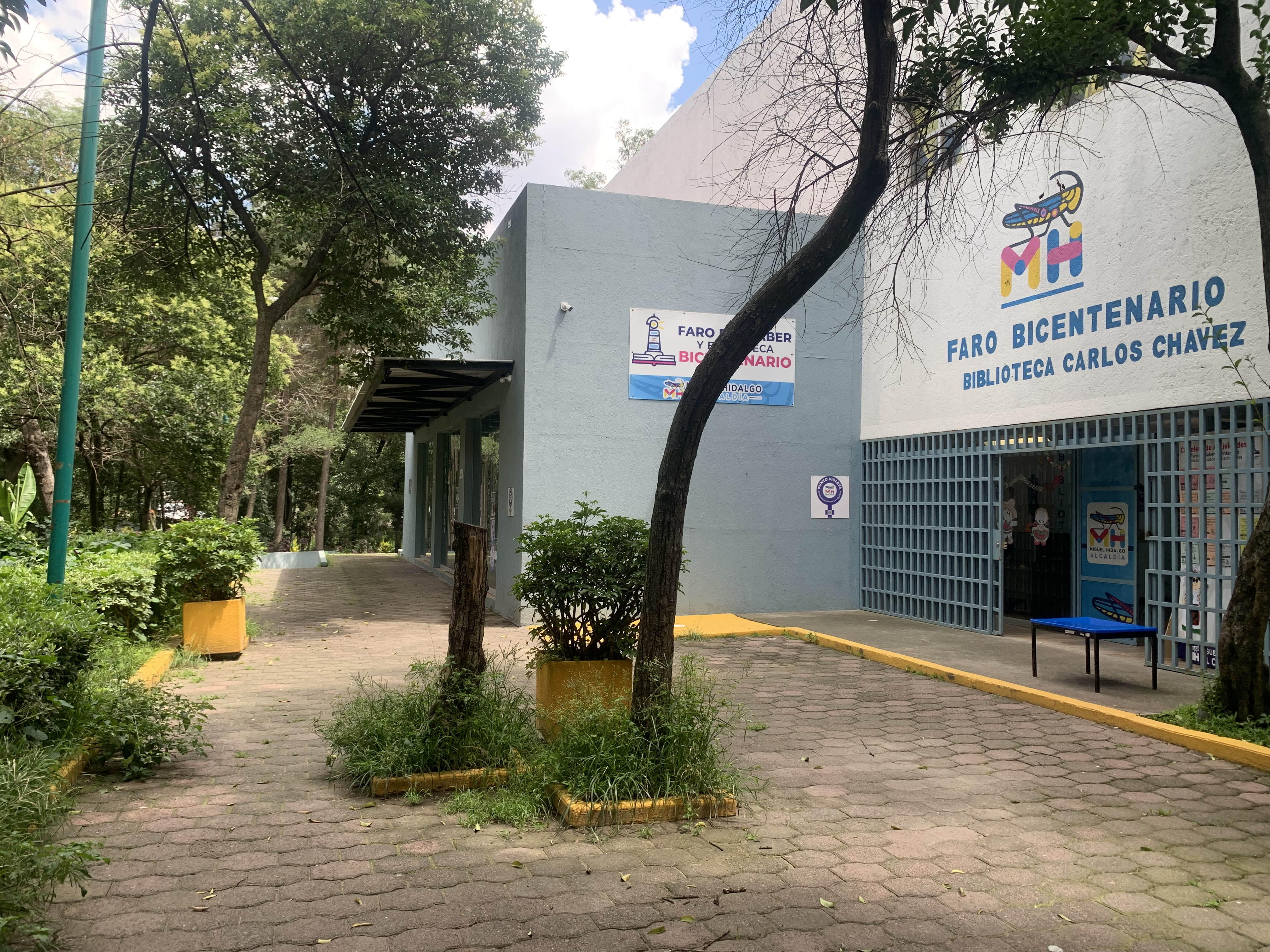